# Gornje Polje
Gornje Polje este un sat din comuna Nikšić, Muntenegru. Conform datelor de la recensământul din 2003, localitatea are 202 locuitori (la recensământul din 1991 erau 207 locuitori).

## Demografie
În satul Gornje Polje locuiesc 150 de persoane adulte, iar vârsta medie a populației este de 40,4 de ani (38,1 la bărbați și 42,4 la femei). În localitate sunt 74 de gospodării, iar numărul mediu de membri în gospodărie este de 2,73.
Populația localității este foarte eterogenă.
|  |

| Demografie | Demografie | Demografie |
| An         | Locuitori  | Locuitori  |
| ---------- | ---------- | ---------- |
|            |            |            |
|            |            |            |
|            |            |            |
|            |            |            |
| 1948       | 392        |            |
| 1953       | 407        |            |
| 1961       | 447        |            |
| 1971       | 313        |            |
| 1981       | 248        |            |
| 1991       | 207        | 207        |
| 2003       | 202        | 202        |

| \| Componența etnică conform recensământului din 2003[2] \| Componența etnică conform recensământului din 2003[2] \| Componența etnică conform recensământului din 2003[2] \| Componența etnică conform recensământului din 2003[2] \| Componența etnică conform recensământului din 2003[2] \| \| ----------------------------------------------------- \| ----------------------------------------------------- \| ----------------------------------------------------- \| ----------------------------------------------------- \| ----------------------------------------------------- \| \| \| \| \| \| \| \| Muntenegreni \| Muntenegreni \| \| 131 \| 64,85% \| \| Sârbi \| Sârbi \| \| 46 \| 22,77% \| \| Musulmani \| Musulmani \| \| 1 \| 0,49% \| \| necunoscută \| necunoscută \| \| 0 \| 0% \| |              |  |     |        |
| Componența etnică conform recensământului din 2003 |              |  |     |        |
| |              |  |     |        |
| Muntenegreni | Muntenegreni |  | 131 | 64,85% |
| Sârbi | Sârbi        |  | 46  | 22,77% |
| Musulmani | Musulmani    |  | 1   | 0,49%  |
| necunoscută | necunoscută  |  | 0   | 0%     |